# Tangat Nöserbajew
Tangat Äkymżanuły Nöserbajew (kaz. Таңат Әкімжанұлы Нөсербаев; ros. Танат Акимжанович Нусербаев, Tanat Akimżanowicz Nusierbajew; ur. 1 stycznia 1987 w Szymkencie) – kazachski piłkarz występujący na pozycji napastnika w klubie FK Astana. W trakcie swojej kariery reprezentował także barwy Ordabasy Szymkent. Reprezentant Kazachstanu do lat 21. W reprezentacji kraju zadebiutował w 2008 roku. Do 13 maja 2015 roku rozegrał w niej 21 meczów, w których zdobył dwie bramki.

## Kariera klubowa
Nöserbajew rozpoczynał karierę w 2006 roku w zespole ze swojego rodzinnego miasta – Ordabasy Szymkent. Ze względu na nieporozumienia z kierownictwem klubu, w 2011 roku przeszedł do klubu FK Astana, w którym gra do dziś. Z drużyną z Astany zdobył Mistrzostwo, Puchar i Superpuchar Kazachstanu.

## Kariera reprezentacyjna
19 sierpnia 2008 w meczu przeciwko Reprezentacji Polski U-21, zaliczył swój debiut w Reprezentacji Kazachstanu do lat 21, strzelił dwie bramki, a cały mecz zakończył się wynikiem 3:0. W seniorskiej reprezentacji zadebiutował 11 października 2008 roku na stadionie Wembley, podczas wyjazdowego meczu El. MŚ 2010 przeciwko Anglii. Rozegrał całe spotkanie. Mecz zakończył się wynikiem 5:1 dla gospodarzy.
| Mecze i gole w reprezentacji | Mecze i gole w reprezentacji | Mecze i gole w reprezentacji | Mecze i gole w reprezentacji | Mecze i gole w reprezentacji | Mecze i gole w reprezentacji | Mecze i gole w reprezentacji |
| #                            | Data                         | Stadion                      | Rywal                        | Wynik                        | Gol                          | Rozgrywki                    |
| 2008                         | 2008                         | 2008                         | 2008                         | 2008                         | 2008                         | 2008                         |
| ---------------------------- | ---------------------------- | ---------------------------- | ---------------------------- | ---------------------------- | ---------------------------- | ---------------------------- |
| 1.                           | 11.10.2008                   | Londyn, Anglia               | Anglia                       | 1:5                          | 0                            | El. MŚ 2010                  |
| 2009                         |                              |                              |                              |                              |                              |                              |
| 2.                           | 11.02.2009                   | Aksu, Kazachstan             | Estonia                      | 2:0                          | 0                            | towarzyski                   |
| 3.                           | 01.04.2009                   | Ałmaty, Kazachstan           | Białoruś                     | 1:5                          | 0                            | El. MŚ 2010                  |
| 4.                           | 06.06.2009                   | Ałmaty, Kazachstan           | Anglia                       | 0:4                          | 0                            | El. MŚ 2010                  |
| 5.                           | 10.06.2009                   | Kijów, Ukraina               | Ukraina                      | 1:2                          | 1                            | El. MŚ 2010                  |
| 6.                           | 10.10.2009                   | Brześć, Białoruś             | Białoruś                     | 0:4                          | 0                            | El. MŚ 2010                  |
| 7.                           | 14.10.2009                   | Astana, Kazachstan           | Chorwacja                    | 1:2                          | 0                            | El. MŚ 2010                  |
| 2011                         |                              |                              |                              |                              |                              |                              |
| 8.                           | 10.08.2011                   | Astana, Kazachstan           | Syria                        | 1:1                          | 0                            | towarzyski                   |
| 9.                           | 02.09.2011                   | Stambuł, Turcja              | Turcja                       | 1:2                          | 0                            | El. ME 2012                  |
| 2012                         |                              |                              |                              |                              |                              |                              |
| 10.                          | 29.02.2012                   | Antalya, Turcja              | Łotwa                        | 0:0                          | 0                            | towarzyski                   |
| 11.                          | 05.06.2012                   | Erywań, Armenia              | Armenia                      | 0:3                          | 0                            | towarzyski                   |
| 12.                          | 07.09.2012                   | Astana, Kazachstan           | Irlandia                     | 1:2                          | 0                            | El. MŚ 2014                  |
| 13.                          | 11.09.2012                   | Malmö, Szwecja               | Szwecja                      | 0:2                          | 0                            | El. MŚ 2014                  |
| 14.                          | 12.10.2012                   | Astana, Kazachstan           | Austria                      | 0:0                          | 0                            | El. MŚ 2014                  |
| 2013                         |                              |                              |                              |                              |                              |                              |
| 15.                          | 06.02.2013                   | Aksu, Kazachstan             | Mołdawia                     | 3:1                          | 0                            | towarzyski                   |
| 2014                         |                              |                              |                              |                              |                              |                              |
| 16.                          | 05.03.2014                   | Aksu, Kazachstan             | Litwa                        | 1:1                          | 0                            | towarzyski                   |
| 17.                          | 12.08.2014                   | Ałmaty, Kazachstan           | Tadżykistan                  | 2:1                          | 0                            | towarzyski                   |
| 18.                          | 05.09.2014                   | Astana, Kazachstan           | Kirgistan                    | 7:1                          | 1                            | towarzyski                   |
| 19.                          | 09.09.2014                   | Astana, Kazachstan           | Łotwa                        | 0:0                          | 0                            | El. ME 2016                  |
| 20.                          | 13.10.2014                   | Astana, Kazachstan           | Czechy                       | 2:4                          | 0                            | El. ME 2016                  |
| 2015                         |                              |                              |                              |                              |                              |                              |
| 21.                          | 12.05.2015                   | Ałmaty, Kazachstan           | Burkina Faso                 | 0:0                          | 0                            | towarzyski                   |

## Sukcesy
- Mistrzostwo Kazachstanu: 2014
- Puchar Kazachstanu: 2012
- Superpuchar Kazachstanu: 2011

### Indywidualne
- Odkrycie roku według magazynu PROSPORT w 2008 roku.